# La formula della felicità
La formula della felicità (Better Living Through Chemistry) è un film del 2014 diretto da Geoff Moore e David Posamentier.

## Trama
Doug Varney è un farmacista che vive in una piccola cittadina, con la moglie Kara e il figlio Ethan, e la sua vita è monotona e poco gratificante, tantoché la stessa moglie, sempre presa da se stessa e dal lavoro, lo dà sempre per scontato, talvolta ridicolizzandolo. Doug desiderava fare il medico, ma dovette abbandonare la facoltà quando Kara rimase incinta, quindi ora gestisce la farmacia del suocero, il quale non gli permette di apportare nessuna modifica nonostante l'abbia intestata al genero.
La vita di Doug cambia quando, durante una delle sue visite a domicilio per la consegna dei farmaci, incontra la bellissima Elizabeth, una donna triste sposata con un uomo benestante di cui però non è innamorata. Doug e Elizabeth hanno modo di rivedersi per la seconda volta in un ristorante, dove lui era andato insieme alla moglie e ai suoi amici i quali, però, lo avevano lasciato solo a pagare il conto; Elizabeth inizia a conversare con Doug parlandogli di lei e della sua vita che, nonostante l'opulenza, è piena di rimpianti. Doug non ci mette molto a capire che lui e Elizabeth sono spiriti affini, poi i due finiscono con l'avere un rapporto sessuale.
All'inizio Doug vede la cosa solo come un errore, ma poi lui e Elizabeth diventano amanti iniziando una relazione clandestina, facendo spesso uso di farmaci per divertirsi. Doug sperimenta un nuovo stile di vita, Elizabeth gli insegna a essere più sicuro di sé e a imporsi, trasformandolo in un uomo nuovo capace di divertirsi: il rapporto con suo figlio migliora parecchio e, come se non bastasse, inizia a farsi anche rispettare da sua moglie.
Purtroppo, l'uso di pillole che Doug prende direttamente dalle scorte della farmacia non passa inosservato ed un agente della DEA apre un'indagine, allarmando Il farmacista. Nel frattempo, sia lui che Elizabeth, stanchi di vedersi di nascosto, iniziano ad accarezzare l'idea di lasciarsi tutto alle spalle e scappare via insieme, se non fosse che se Doug lasciasse Kara finirebbe sul lastrico, mentre Elizabeth non avrebbe un soldo dal marito dato che ha firmato un contratto prematrimoniale. I due amanti decidono dunque di uccidere il marito di Elizabeth, in modo tale da ottenere il suo intero patrimonio, somministrandogli una massiccia dose di Eprosartan mischiato con un po' d'alcol, farmaco che l'uomo già assume per problemi cardiaci. I due vanno fino in fondo e il piano dovrebbe mettersi in atto la sera stessa, mentre Elizabeth è fuori casa, creando così un alibi.
Doug dà allo spedizioniere i farmaci che dovrà consegnare, tra cui quelli per il marito di Elizabeth, e poi va al bar a ubriacarsi, facendo proprio la conoscenza di Jack, il marito della sua amante, con una piacevole conversazione. Doug torna a casa e, mentre Kara e Ethan dormono, lui scrive una lettera alla moglie per dirle addio. Il mattino seguente, mentre pensa che Jack sia già morto, Doug si agita alla visita di un poliziotto nella sua farmacia; tuttavia, l'ispettore della DEA è lì per informarlo che lo spedizioniere incaricato di trasportare i farmaci di Doug è morto per un abuso di pillole ed era lui a rivendere i medicinali mancanti. Quindi ancora vivo, Jack si reca in farmacia comunicando a Doug che è stato scaricato da Elizabeth.
Elizabeth telefona a Doug e la informa che Jack è vivo; la ragazza, comunque, gli propone di scappare via con lei ugualmente, ma Doug capisce di non poterla seguire perché non può abbandonare suo figlio. Doug, quindi, tornato a casa, trova Kara con la lettera d'addio che le aveva scritto e, vedendolo tornare, crede che il marito abbia cambiato idea decidendo di salvare il loro matrimonio, scusandosi inoltre per quanto commesso negli ultimi anni. Doug, però, senza giri di parole, le dice che il loro matrimonio ormai è finito.
Da allora è passato un po' di tempo e Doug e Kara si sono lasciati: lui ha ripreso in mano la sua vita, ha un ottimo rapporto con suo figlio e, finalmente, ha potuto apportare alla farmacia le modifiche che desiderava fare. Elizabeth, che ha in programma un viaggio in Europa, va a trovarlo al lavoro per salutarlo, dicendosi addio con un bacio.